# Guðmundar saga helga
Guðmundar saga helga, también según versiones Guðmundar saga byskups, Guðmundar saga Arasonar, Prestssaga Guðmundar góða, Prestsaga Guðmundar Arasonar o Prestssaga Guðmundar byskups (la historia del obispo Guðmundur Arason) es una de las sagas de los obispos que ha sobrevivido en múltiples manuscritos que, en su conjunto, se conoce como Guðmundar sögur (en lugar del singular Guðmundar saga). La versión más antigua es Prestssaga Guðmundar byskups, fechada poco después de la muerte del obispo Guðmundur Arason en 1237, cuya trama se centra en un joven sacerdote pero la historia se interrumpe abruptamente durante su viaje a Noruega para su consagración en 1202. Esta versión ha sobrevivido sólo tras su integración en Guðmundar sögur y la saga Sturlunga.
Otras cuatro versiones conocidas como A, B, C y D fueron escritas entre 1314 y 1344, y probablemente en vistas de una posible canonización del obispo. Las tres primeras parece que fueron una traducción bajo el amparo del obispo Auðunn rauði Þorbergsson en 1314, mientras que la versión D parece obra de Arngrímr Brandsson, para la segunda traducción del obispo Ormr Ásláksson en 1344.
- Guðmundar saga A (también conocida como 'saga más antigua'), escrita hacia la mitad del siglo XIV, entre 1320 y 1330. Combina la Prestssaga con material diverso de Hrafns saga Sveinbjarnarsonar, saga Íslendinga, Arons saga Hjörleifssonar y anales contemporáneos, con manuscritos originales del compilador. El manuscrito se conserva y está clasificado como AM 399 4.º.[3]

- Guðmundar saga B (también conocida como 'saga media'), escrita probablemente poco más tarde de 1320. Combina material de Prestssaga, Hrafns saga Sveinbjarnarsonar, saga Íslendinga, e información adicional con comentarios del autor, que escribe enfocando la figura del obispo Guðmundur como santo. El manuscrito se conserva y está clasificado como AM 657c 4.º (c. 1350).

- Guðmundar saga C que se basa principalmente en la versión B o usa las mismas fuentes de información, pero el estilo está claramente influenciado por la escuela benedictina del norte de Islandia, la misma que había escrito múltiples sagas islandesas. Posiblemente el autor sea Bergur Sokkason. Las enmiendas a las fuentes originales son intencionadamente enfocadas a una vida ejemplar de un confesor, seguido de un listado de milagros post mortem. De esta versión solo sobrevive en copias manuscritas del siglo XVII.[4][5]

- Guðmundar saga D, que se basa principalmente en la versión C, obra de un monje llamado Arngrímr, que normalmente se imputa a Arngrímr Brandsson, que también se clasifica como estilo de la escuela benedictina del norte de Islandia. Fue escrita posterior a 1343 y se conserva una versión más antigua Stockholm Perg. fol. no. 5 (c. 1350-60); y otras dos versiones diferentes. La versión D omite material y añade otros en un esfuerzo de fortalecer el argumento sobre su imagen de santidad. Esta versión también incluye poesía sobre el obispo del autor y de otro poeta, posiblemente Einarr Gilsson. Las diversas explicaciones sobre costumbres islandesas parecen enfocadas a una audiencia extranjera, por lo que se ha sugerido que la versión D es una traducción del latín, pero hasta la fecha no se conoce ningún manuscrito en ese idioma.